# 지구 지각 진화

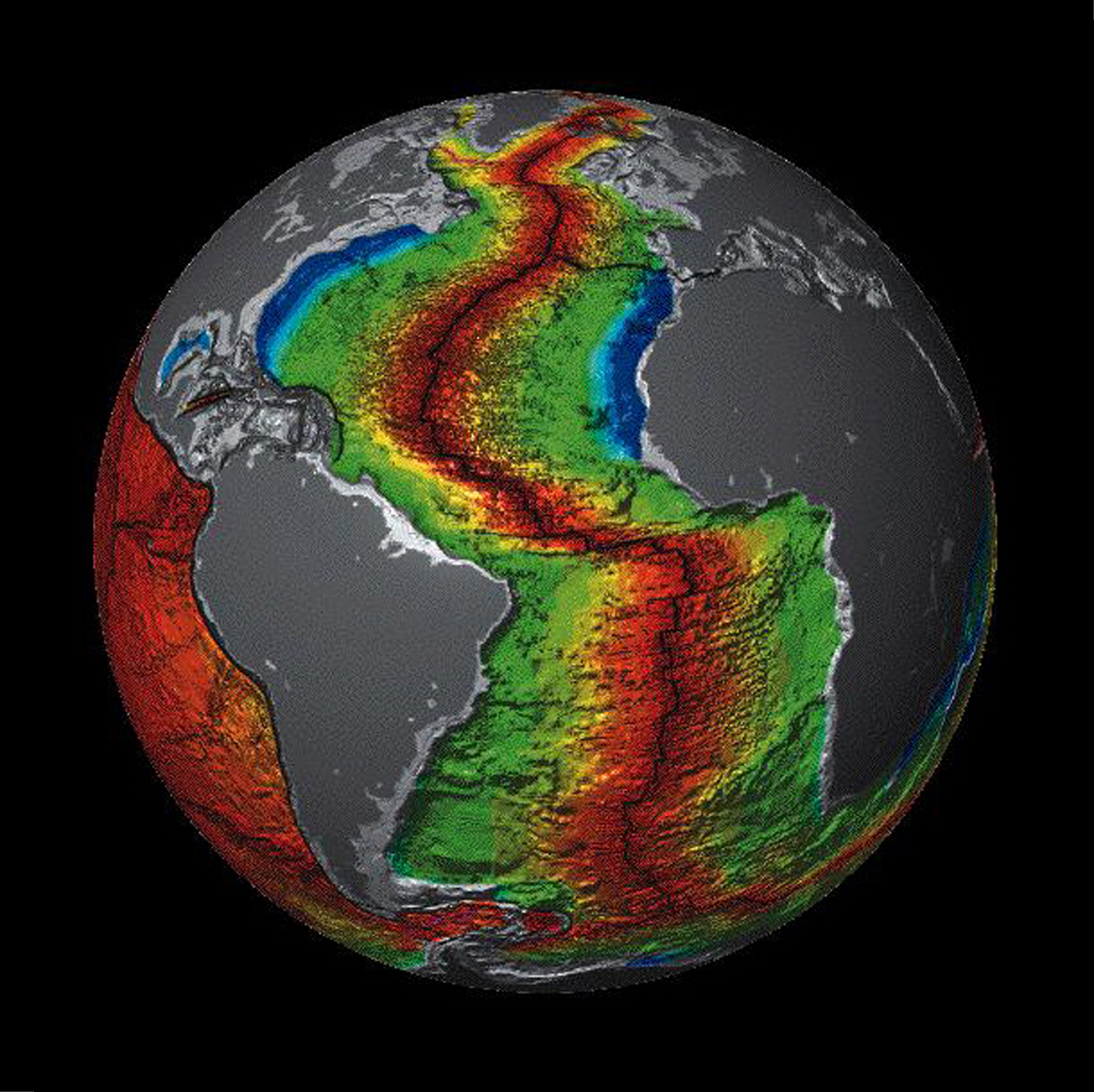
젊은 지각(빨간색)의 생성과 오래된 지각(파란색)의 최종 파괴를 보여주는 해양 지각의 표면 지도. 이는 판 구조론으로 결정되는 지구 표면의 지각 공간적 진화를 보여준다.

지구 지각의 진화는 지구 표면에 있는 암석으로 이루어진 겉껍질의 형성, 파괴 및 재생을 포괄한다.
지구의 지각 내 구성의 변화는 다른 지구형 행성보다 훨씬 크다. 화성, 금성, 수성 및 다른 행성체는 해양판과 대륙판을 모두 포함하는 지구와 달리 비교적 거의 균일한 지각을 가지고 있다. 지구에서만 볼 수 있는 독특한 특성은 판 구조론의 진행 중인 과정을 포함하여 행성의 역사 전반에 걸쳐 발생한 복잡한 일련의 지각 과정을 반영한다.
지구 지각 진화에 관한 제안된 메커니즘은 이론 중심적 접근 방식을 취한다. 단편적인 지질학적 증거와 관찰은 초기 지구와 관련된 문제에 대한 가설적 해결책의 기초를 제공한다. 따라서 이러한 이론의 조합은 현재 이해의 틀을 만들 뿐만 아니라 미래 연구를 위한 토대도 제공한다.

## 초기 지각

### 초기 지각 형성 메커니즘
초기 지구는 완전히 녹아 있었다. 이는 다음 과정으로 생성되고 유지된 고온 때문이었다.
- 초기 대기의 압축
- 빠른 자전
- 인근 미행성과의 규칙적인 충돌[2]

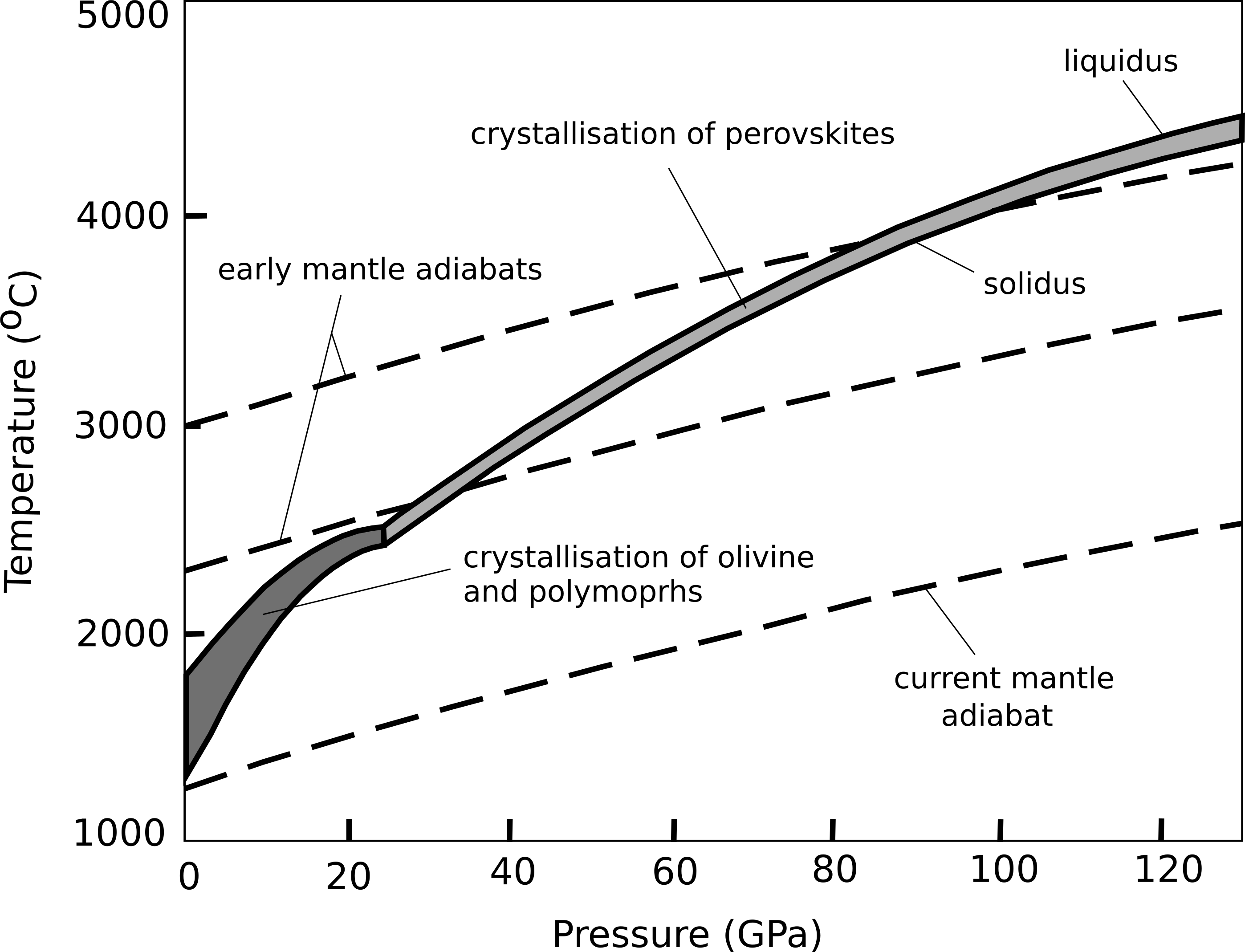
초기 맨틀 내에서 순차적인 결정화를 보여주는 상 다이어그램으로, 초기 지각을 형성한다. 단열선은 대류를 통해 열이 손실되지 않을 경우 압력에 따른 온도 변화를 나타낸다. 초기 맨틀 단열선은 결정화가 바닥에서부터 일어났음을 보여준다. 약 25 GPa 이상(깊은 맨틀)에서는 페로브스카이트가 결정화되기 시작하고, 25 GPa 미만(상부 맨틀)에서는 감람석이 결정화될 것이다.

지구의 맨틀은 시생누대 내내 현대보다 뜨거웠다. 시간이 지남에 따라 행성 강착이 느려지고 마그마 바다에 저장된 열이 방사선을 통해 우주로 손실되면서 지구는 냉각되기 시작했다.
마그마 응고 개시에 대한 한 이론은 마그마 바다가 충분히 냉각되면 더 차가운 바닥이 먼저 결정화되기 시작한다는 것이다. 이는 표면에서 25 GPa의 압력이 고상선을 낮추기 때문이다. 극표면에 얇은 '냉각된 지각'이 형성되면 얕은 지하에 단열을 제공하여 깊은 마그마 바다로부터의 결정화 메커니즘을 유지할 수 있을 만큼 충분히 따뜻하게 유지한다.
마그마 바다의 결정화 과정에서 생성된 결정의 구성은 깊이에 따라 다양했다. 감람암 마그마 용융과 관련된 실험 결과, 바다 깊은 곳(>≈700m)에서는 Mg-페로브스카이트가 주된 광물로 존재하고, 얕은 지역에서는 감람석이 고압 다형체(예: 석류석 및 메이저라이트)와 함께 우세하게 나타났다.
최초의 대륙 지각 형성에 기여하는 한 이론은 관입 심성 마그마작용을 통한 것이다. 이 분출물의 산물은 뜨겁고 두꺼운 암석권을 형성했으며, 이는 맨틀과 정기적인 순환을 겪었다. 이러한 형태의 화산 활동으로 방출된 열은 맨틀 대류를 돕는 동시에 초기 지각의 지열 경사를 증가시켰다.

## 지각 이분성
지각 이분법은 해양판과 대륙판의 구성 및 특성에서 뚜렷한 대조를 이루며, 이 둘은 전체 지각을 형성한다. 아래는 그러한 대륙 지각과 해양 지각의 차이에 대해 설명한다.

### 시기
해양 지각과 대륙 지각은 현재 판 구조론적 과정을 통해 생성되고 유지된다. 그러나 동일한 메커니즘이 초기 암석권의 지각 이분법을 만들었을 가능성은 낮다. 이는 원래 행성을 덮고 있었을 것으로 추정되는 얇고 밀도가 낮은 대륙 암석권의 부분이 서로 아래로 섭입할 수 없었을 것이라는 전제에 기초한 것으로 생각된다.
결과적으로, 지각 이분성에 대한 제안된 상대적 시기는 전지구적 판 구조론이 시작되기 전에 이분성이 시작되었다는 것이다. 이는 판 섭입을 용이하게 하기 위해 지각 밀도에 차이가 확립될 수 있도록 하기 위함이다.

### 형성

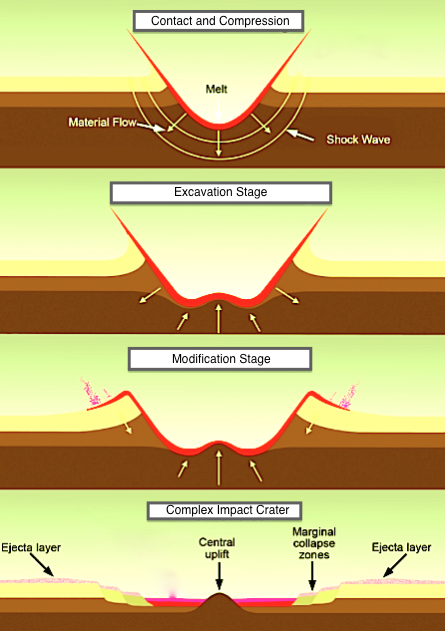
지구 표면에서 충돌 분화구 바닥의 발달 과정을 보여주며, 맨틀에서 유래한 현무암질 부분 용융물이 채워지는 것을 보여준다. 이는 응고되어 초기 분화된 해양 지각을 형성했다.

#### 충돌 분화구 형성
태양계 전역의 행성체에서 크고 수많은 충돌 분화구를 확인할 수 있다. 이 분화구는 약 40억 년 전에 끝난 후기 대폭격으로 알려진, 소행성이 지구형 행성과 충돌하는 빈도와 강도가 증가했던 시기가 있어 만들어졌다고 추정된다. 이 제안은 지구 또한 태양계의 다른 미행성과 동일한 상대적 강도의 분화구 형성을 겪었을 것이라고 주장한다. 따라서 현재 분화구가 보이지 않는 것은 지구의 높은 침식률과 끊임없는 판 구조론 때문일 뿐이다. 달에서 발견되는 충돌 분화구의 수와 크기를 지구의 크기에 맞게 확대하면 지구 초기 지각의 최소 50%가 충돌 분지에 덮여 있었을 것으로 예측된다. 이 추정치는 충돌 분화구 형성이 지구 표면에 미친 영향의 하한선을 제공한다.

##### 효과
초기 암석권에 대한 충돌 분화구 형성의 주요 효과는 다음과 같다.
- 거대한 분화구 형성. 정적 반발력은 분화구의 깊이를 조정하여 직경에 비해 상대적으로 얕게 만들었다.[10] 일부는 깊이가 4 km에 달하고 지름이 1,000 km에 달했다.[8]
- 낮은 지대의 충돌 분지와 이제는 융기된 표면 사이의 지형적 분할.[9]
- 피복암 제거로 인한 지표면 압력 감소. 이는 지표면 아래 깊이에 따른 온도 증가를 크게 유발했다. 지표면 온도 증가는 맨틀의 부분용융을 야기하여 분출하고 지표 분지에 퇴적되었다. 파일올라이트 맨틀은 기존 시알 지각과 구성상 대조되는 현무암질 부분용융물을 생성했을 것이다.[8]

이러한 충돌의 규모는 높은 불확실성을 가지고 '대륙' 지각의 약 절반을 지구의 바다로 변화시켰다고 해석되며, 이로써 오늘날 볼 수 있는 지각 이분법의 형성 방법을 제공한다.

## 지각의 종류

### 원시 지각
마그마 바다에서 광물의 초기 결정화는 원시 지각을 형성했다.
이 과정에 대한 잠재적인 설명은 맨틀 가장자리의 결과적인 응고가 약 44억 3천만 년 전에 일어났다고 말한다. 이는 높은 녹는점과 낮은 동적 점성을 가진 마그네슘이 풍부한 초염기성암인 코마티아이트로 구성된 대륙을 지속적으로 생산할 것이다. 또 다른 연구는 이를 이어받아, 새로 형성된 결정의 밀도 차이가 지각암의 분리를 유발했다고 제안한다. 상부 지각은 주로 분별된 반려암으로 구성되고 하부 지각은 사장암으로 구성된다. 초기 결정화의 전체 결과는 약 60 km 깊이의 원시 지각을 형성했다.
원시 지각의 형성에 대한 불확실성은 현재 남아있는 현존하는 사례가 없기 때문이다. 이는 지구의 높은 침식률과 45억년 역사 동안 섭입 및 그에 따른 판의 파괴 때문이다. 또한, 원시 지각은 그 존재 기간 동안 다른 미행성과의 충돌로 인해 주기적으로 파괴되고 재형성되었을 것으로 생각된다. 이는 약 44억 년 전에 끝난 강착 이후 수억 년 동안 계속되었다. 이는 원시 지각 구성의 끊임없는 변화로, 그 특성을 파악하는 것을 더욱 어렵게 만든다.

### 2차 지각
기존 원시 지각의 재활용은 2차 지각 생산에 기여한다. 기존 지각의 부분용융은 용융물의 고철질 함량을 증가시켜 현무암질 2차 지각을 생성한다. 지구 내 방사성 원소의 붕괴로 인해 열 에너지가 방출되고 결국 상부 맨틀의 부분용융을 일으켜 현무암질 용암을 생성하는 또 다른 형성 방법이 있다. 그 결과, 지구상의 대부분의 2차 지각은 해령에서 형성되어 해양 지각을 이룬다.

### 3차 지각
현재의 대륙 지각은 3차 지각의 한 예이다. 3차 지각은 가장 분화된 유형의 지각으로, 단일한 지구의 구성과는 매우 다르다. 3차 지각은 광물 구조에 포함되지 못하도록 크기나 전하가 방해하는 비호환성 원소의 20% 이상을 포함한다. 이는 2차 지각의 섭입 및 부분용융을 통해 생성되어 추가적인 분별 결정화를 겪은 결과이다. 두 단계의 진화는 비호환성 원소의 비율을 증가시킨다.

## 판 구조론의 시작

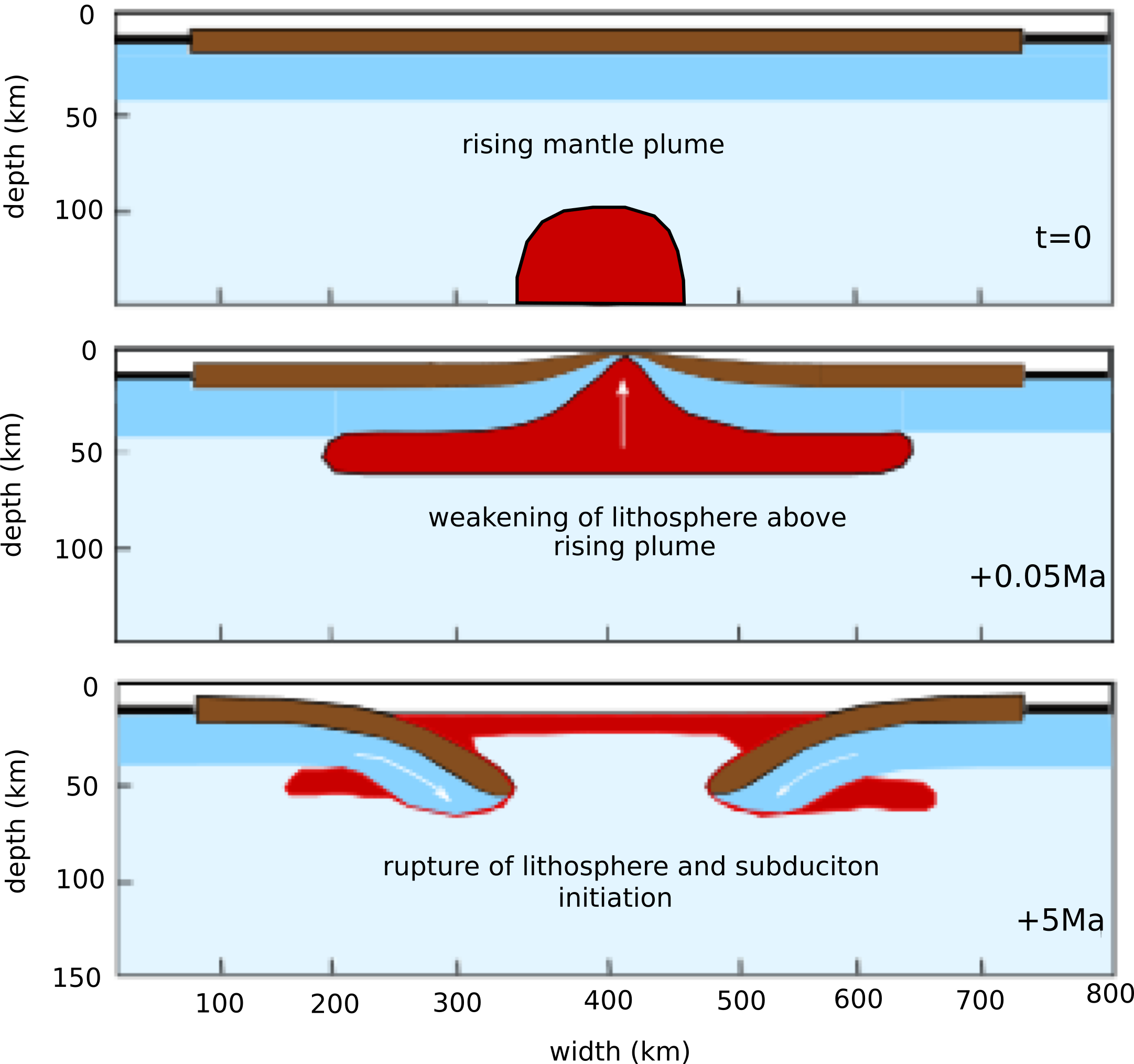
초기 암석권(짙은 파란색)과 지표 원시 지각(갈색)에 대한 맨틀 플룸의 영향을 보여주는 개략적인 진화 다이어그램. 이는 이전에 분리되지 않았고 측면 지표 이동이 없었던 암석권 내에서 섭입과 그에 따른 전지구적 판 구조론을 시작시켰다. 에서 수정됨

### 플룸 유도 섭입
초기 맨틀에서 플룸의 형성 및 발달은 지구 표면을 가로지르는 지각의 측면 이동을 유발하는 데 기여했다. 상승하는 맨틀 플룸이 암석권에 미치는 영향은 오늘날 열점 주변의 국부적인 함몰을 통해 볼 수 있다. 예를 들어 하와이섬이 있다. 이러한 영향의 규모는 맨틀 온도가 훨씬 높았던 시생누대에 비해 훨씬 작다. 뜨거운 맨틀의 국부적인 영역이 중앙 플룸 쐐기를 통해 표면으로 상승하여 손상되고 이미 얇은 암석권을 약화시켰다. 플룸 머리가 표면을 뚫고 나오면 머리 양쪽의 지각은 질량 보존을 통해 아래로 밀려 내려가 섭입을 시작한다. 수치 모델링은 강력한 에너지의 플룸만이 암석권을 파열시킬 만큼 충분히 약화시킬 수 있음을 보여주며, 그러한 플룸은 뜨거운 시생누대 맨틀에 존재했을 것이다.
선판 구조론적 섭입은 금성의 내부 화산 활동에서도 유추할 수 있다. 아르테미스 코로나는 맨틀 기원의 마그마가 상승하여 형성된 거대한 플룸으로, 시생누대 맨틀과 비교할 만한 규모를 가질 수 있다. 알려진 특성을 사용한 모델은 플룸을 통한 열전도에 따른 지속적인 마그마 활동이 중력 붕괴를 일으켰음을 보여주었다. 붕괴의 무게는 주변 지각을 바깥쪽으로 확장시키고 그 가장자리 주변에 후속 섭입을 유발했다. 금성 지각의 무수분 특성은 서로 미끄러지는 것을 방지하는 반면, 산소 동위 원소 연구를 통해 지구에 물의 존재는 43억 년 전부터 확인될 수 있다. 따라서 이 모델은 지구에서 판 구조론이 어떻게 촉발될 수 있었는지에 대한 메커니즘을 제공하지만, 지구에서 물이 처음 확인된 시점에 섭입이 시작되었음을 보여주지는 않는다. 이러한 모델을 바탕으로 섭입과 판 구조론의 시작은 36억 년 전으로 추정된다.

### 후기 대폭격
충돌 분화구 형성은 플룸 유도 섭입의 발달과 전지구적 판 구조론의 확립 모두에 영향을 미쳤다. 지열 구배의 가파름은 대류 맨틀 수송을 직접적으로 향상시켰을 수 있으며, 이는 이제 점점 더 파열된 암석권 아래에서 균열과 지각의 판으로 분리를 일으킬 만큼 충분히 큰 응력을 유발했을 수 있다.

## 지각 성장률

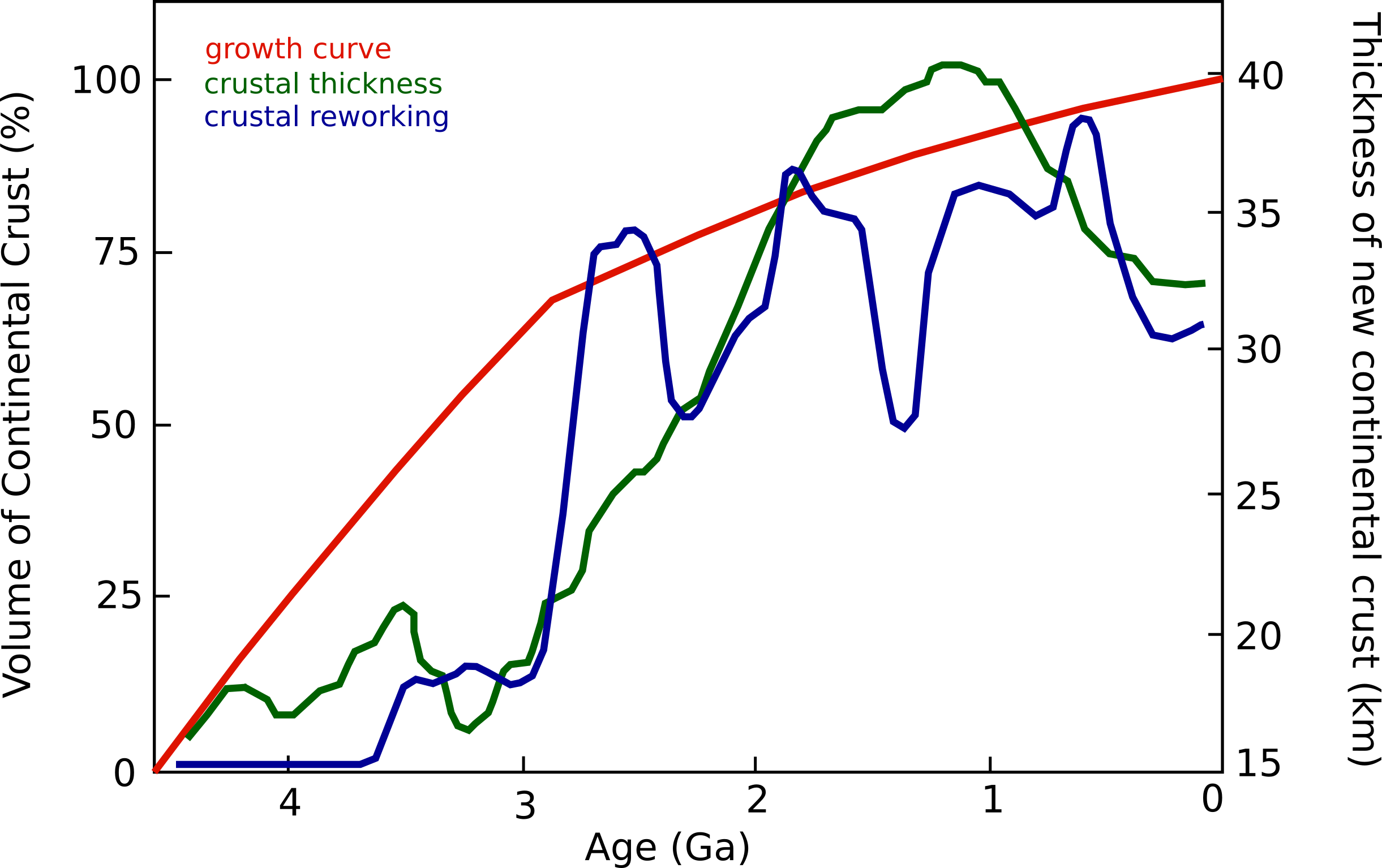
시간에 따른 대륙 지각 성장률을 전체 질량의 백분율로 나타낸 그래프와 새로 생성된 지각의 관련 두께. 지각 재작업 그래프는 지각이 겪은 형성 후 변형량을 나타낸다. 약 36억 년 전에 지각 재작업의 급격한 증가와 지각 성장률의 감소는 섭입과 판 구조론의 시작을 의미한다.에서 수정됨

### 암석 연대 측정
지각 성장률은 대륙 지각의 연대를 추정하는 데 사용될 수 있다. 이는 초기 맨틀 암석과 동일한 동위 원소 조성을 가진 화성암을 분석하여 수행할 수 있다. 이 화성암은 연대가 측정되며, 새로운 대륙 지각 형성의 직접적인 증거로 간주된다. 동위 원소적으로 젊은 화성암의 결과적인 연대는 27억, 19억, 12억 년 전에 뚜렷한 정점을 보여주며, 이는 화성암 비율 증가와 그에 따른 지각 성장의 증가를 나타낸다. 이러한 결과의 유효성은 의문시되는데, 이는 정점이 대륙 지각 생성 증가보다는 보존 기간을 나타낼 수 있기 때문이다. 이는 판 섭입으로 인한 마그마작용이 새로운 지각 생산에 크게 기여한 것으로 알려진 최근 지질 시대에는 그러한 정점들이 관찰되지 않는다는 사실에 의해 더욱 강화된다.
화성암으로부터 얻은 지각 성장률은 퇴적암의 방사성 동위 원소 비율로부터 생성된 성장률과 비교될 수 있다. 이 기술을 사용한 성장률 예측은 계단식 정점을 생성하지 않고, 대신 지각 성장의 더 일정한 속도를 보여주는 부드러운 완만한 곡선을 나타낸다. 비록 장기간을 대표하지만, 시료가 마그마 생산 사건만을 대표하지 않는 경우 제한이 발견된다. 대신 시료에는 원래의 동위 원소 비율과 변형된 동위 원소 비율이 혼합된 퇴적물이 포함된다.

### 지르콘 연대 측정
지르콘 광물은 퇴적암의 쇄설성 알갱이일 수도 있고 화성암의 결정일 수도 있다. 따라서 지르콘 형태의 조합은 지각 성장률에 대한 더 정확한 추정치를 제공할 수 있다. 또한, 지르콘 광물은 Hf 및 O 동위 원소 비율 분석을 받을 수 있다. 이는 Hf 동위 원소가 암석이 맨틀에서 유래했는지 또는 기존 암석에서 유래했는지를 나타내기 때문에 중요하다. 지르콘의 높은 δ18O 값은 지구 표면에서 재활용된 암석을 나타내므로 혼합된 샘플을 생산할 가능성이 있다. 이 결합 분석의 결과는 19억 년과 33억 년 전에 지각 생성 증가 기간을 보여주는 유효한 지르콘으로, 후자는 전지구적 판 구조론이 시작된 이후의 기간을 나타낸다.

## 초기 지각의 현대 유사체

### 아이슬란드
아카스타 편마암 복합체에서 발견된 초기 시생누대 암석의 지구화학적 특성은 아이슬란드의 일부 현대 중성-규산성 암석과 비교되었으며 매우 유사하다는 것이 밝혀졌다. 둘 다 높은 총 FeO, 미미하거나 없는 Eu 이상, 높은 Na, 그리고 Sr/Y 고갈을 가지고 있다. 또한, 전암 미량 원소 데이터는 심부 과정보다는 천부 과정이 아카스타 편마암 복합체와 아이슬란드의 규산성 암석 모두의 마그마 진화를 통제했음을 보여준다.